# Kizzy

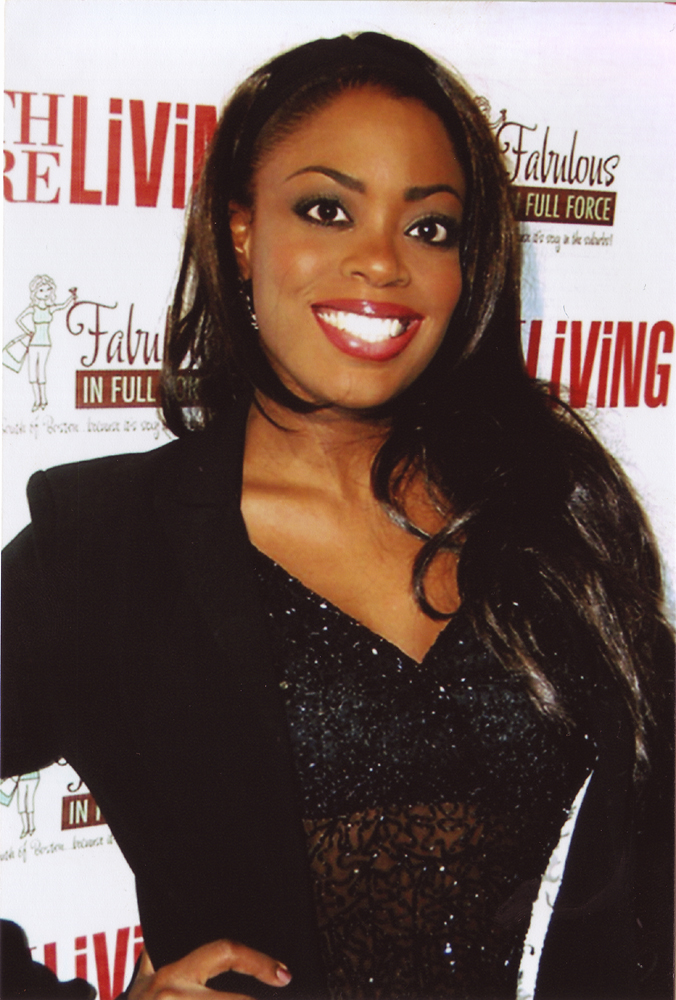
Kizzy, 2007

Kizzy (eigentlich Kizzy Yuanda Constance Getrouw; * 14. März 1979 in Rotterdam) ist eine niederländische Sängerin, Schauspielerin und Moderatorin.

## Leben und Karriere
Kizzy ist Tochter eines surinamischen Vaters und einer antillischen Mutter. Im Alter von vier Jahren wanderten ihre Eltern nach Curaçao auf die niederländischen Antillen in der Karibik aus.
In den folgenden Jahren nahm Kizzy an einigen Musicals und Stücken teil und gewann verschiedene Auszeichnungen. Im Jahr 1997 nahm sie dann ihre erste CD (Lamu Lamu) auf und kam 1998 zum deutschen Label „TMP“.
Kizzy absolvierte das Konservatorium Berklee College of Music in Boston und lebte 11 Jahre in Boston. In den Vereinigten Staaten moderierte sie ihre eigene TV-Show. 2009 ging sie in die Niederlande zurück.

## Filmografie
- 1982: The Magnificent One
- 1990: Ava & Gabriel – Un historia di amor
- 2000: Sound Affects
- 2004–2006: The VIP
- 2008: Mooi! Weer de Leeuw

## Diskografie
- 1997: Lamu Lamu
- 2012: Unspoken Rhyme
- 2013: Have Yourself A Merry Little Christmas